# Régiment de Sainte-Aldegonde cavalerie
Le régiment de Sainte-Aldegonde cavalerie est un régiment de cavalerie du royaume de France créé en 1674.

## Création et différentes dénominations
- 1er mars 1674 : création du régiment de Saint-Silvestre cavalerie
- 8 août 1679 : réformé, sa compagnie Mestre de camp étant incorporée dans le régiment du Dauphin cavalerie par ordre du 15
- 1er janvier 1682 : rétablissement du régiment de Saint-Silvestre cavalerie
- 1690 : renommé régiment de Bercourt cavalerie
- 1698 : renommé régiment d’Uzès cavalerie
- 1709 : renommé régiment du Prince de Marcillac cavalerie
- 1712 : renommé régiment de La Rocheguyon cavalerie
- 1726 : renommé régiment de La Rochefoucauld cavalerie
- 1731 : renommé régiment d’Urfé cavalerie
- 18 janvier 1734 : renommé régiment du Châtelet cavalerie
- 20 février 1734 : renommé régiment de Beuvron cavalerie
- 15 février 1738 : renommé régiment de Fleury cavalerie
- 1743 : renommé régiment de La Viefville cavalerie
- 1759 : renommé régiment de Sainte-Aldegonde cavalerie
- 1er décembre 1761 : réformé par incorporation au régiment de La Reine cavalerie

## Équipement

### Étendards
4 étendards de « ſoye rouge, Soleil d’or au milieu brodé, & frangez d’or ».

Étendards
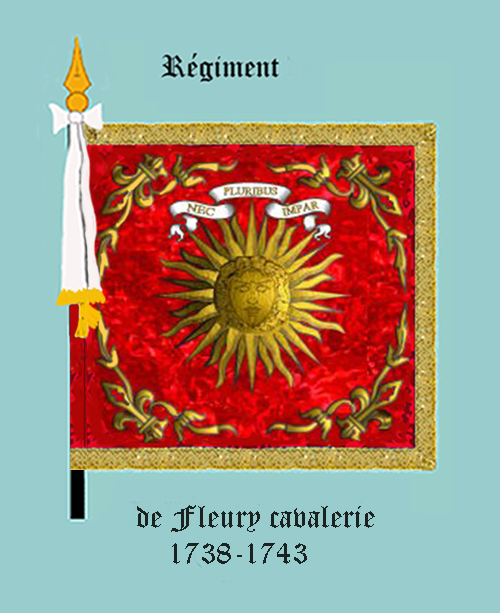
régiment de Fleury cavalerie, avers
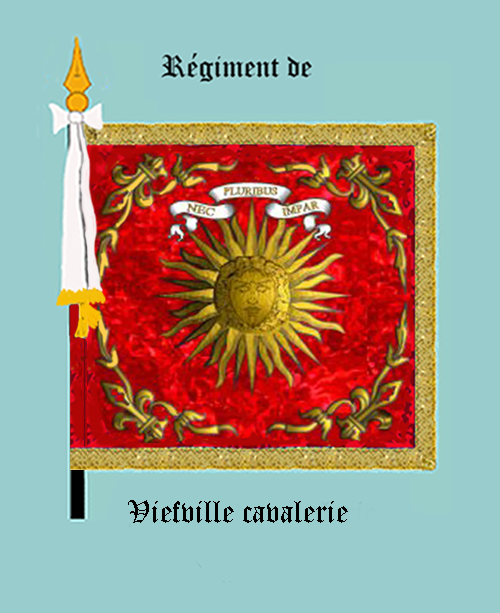
régiment de Viefville cavalerie, avers
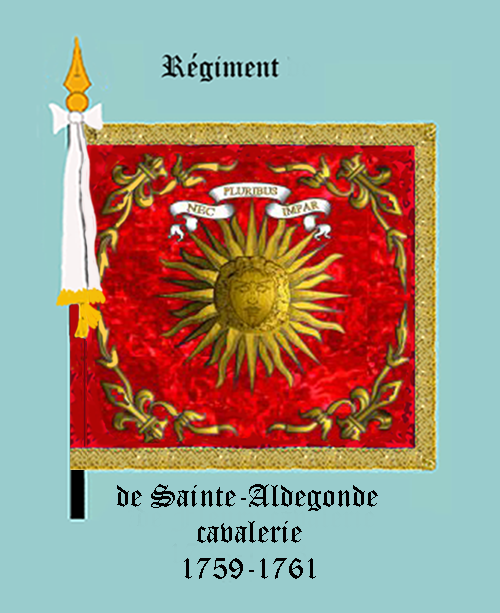
régiment de Sainte-Aldegonde cavalerie, avers

### Habillement

Uniforme
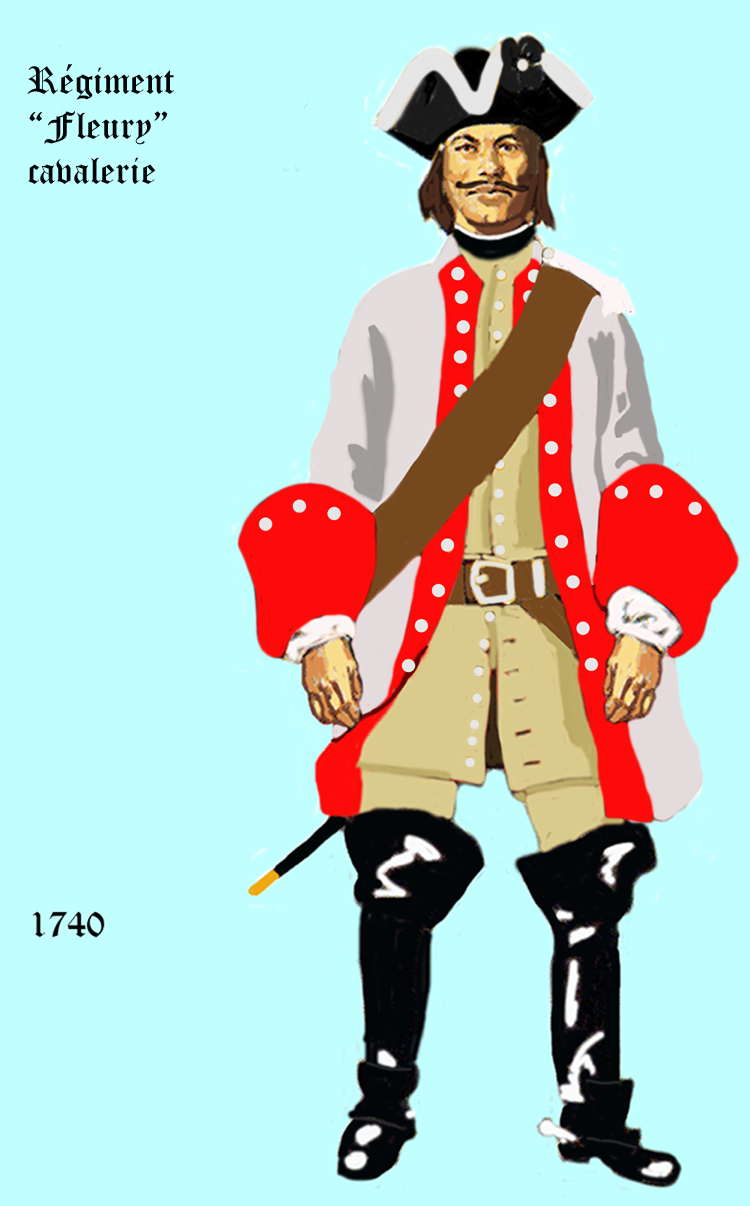
1740
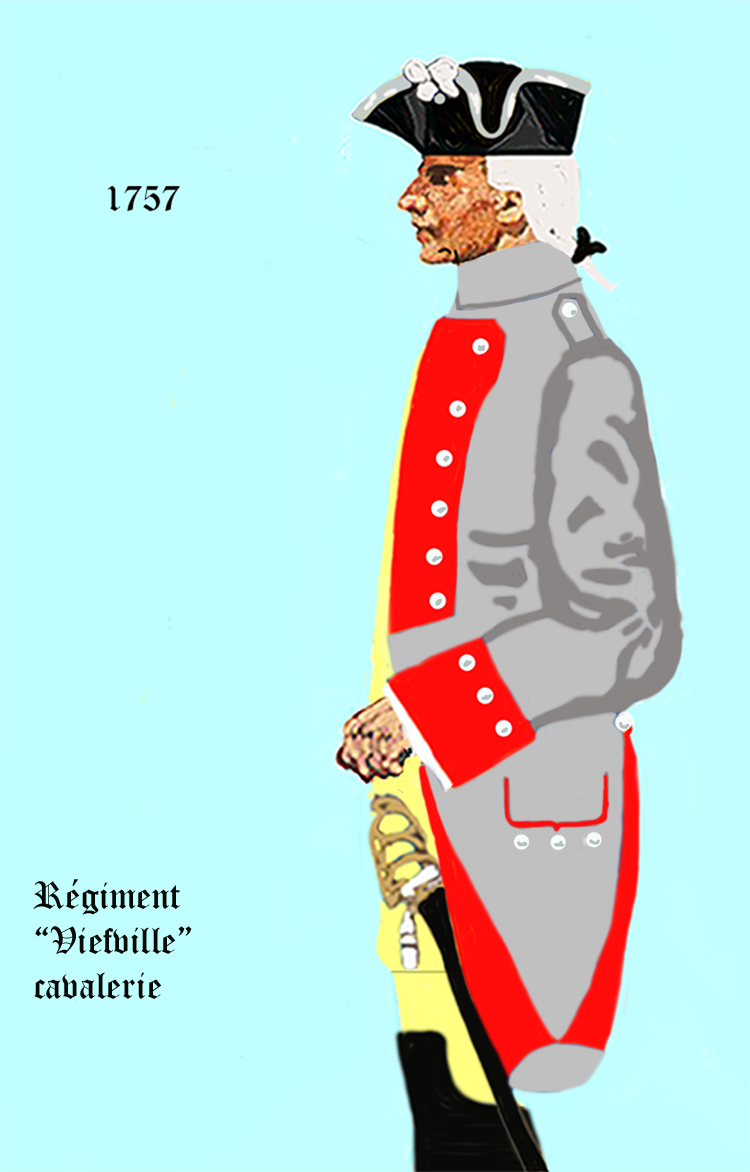
de 1757 à 1761

## Historique

### Mestres de camp
- 1er mars 1674 : Louis du Faur de Satilieu, marquis de Saint-Silvestre, brigadier de cavalerie le 26 novembre 1681, maréchal de camp le 10 mars 1690, lieutenant général le 30 mars 1693, † février 1719
- 1690 : Bercourt
- 1698 : Jean Charles de Crussol, duc d’Uzès
- 1709 : prince de Marcillac
- 1712 : duc de La Rocheguyon
- 1726 : La Rochefoucauld
- novembre 1731 : marquis de La Rochefoucauld d’Urfé
- 18 janvier 1734 : François Bernardin du Châtelet de Clémont, marquis du Châtelet, brigadier le 1er février 1719, maréchal de camp le 20 février 1734, † 3 septembre 1754
- 20 février 1734 : marquis de Beuvron puis comte d’Harcourt Beuvron
- 15 février 1738 : marquis de Perignan de Fleury, † 1743
- 1743 : marquis de La Viefville
- 1759 : marquis de Sainte-Aldegonde, ci-devant capitaine au régiment Royal-Roussillon cavalerie

### Quartiers
- Sens[1]